# Laura Gil Savastano
Laura Gil Savastano (Montevideo, 14 januari 1966) is een Uruguayaans-Colombiaans politicoloog, journalist en diplomaat. Tussen 2022 en 2023 was ze viceminister van Multilaterale Zaken in de regering van Gustavo Petro. In juli 2023 werd ze ambassadeur in Oostenrijk, en permanent vertegenwoordiger bij de Verenigde Naties in Wenen. In mei 2025 werd ze verkozen tot adjunct-secretaris-generaal van de Organisatie van Amerikaanse Staten.

## Biografie

### Achtergrond en begin loopbaan
Laura Gil werd in 1966 geboren in Montevideo, Uruguay, en vertrok hier op 15-jarige leeftijd. Ze behaalde een bachelor in geesteswetenschappen en een master in rechtswetenschappen en diplomatie, aan onderwijsinstellingen in de Verenigde Staten. Daarnaast woonde ze in Haïti.
Ze oefende sinds 2003 verschillende functies uit, waaronder in 2018 drie maanden voor de Spaanse overheidsorganisatie Fundación Internacional y para Iberoamérica de Administración y Políticas Públicas (FIIAPP) en in 2020 drie maanden voor de Veeduría Distrital die in Colombia toeziet op de naleving van wetten en regelgeving door ambtenaren. Ze ontmoette haar man toen ze voor de Verenigde Naties (VN) werkte. Eenmaal getrouwd kwam ze in 1993 op 27-jarige leeftijd aan in Colombia. Hier kregen ze ook hun zoon. 
Naast haar werkzaamheden bij de VN werkte ze voor de Organisatie van Amerikaanse Staten (OAS). Verder was ze hoogleraar aan de Externado Universiteit in Bogota op de faculteit Financiën, Overheid en Internationale Betrekkingen. 

### Carrière in de media

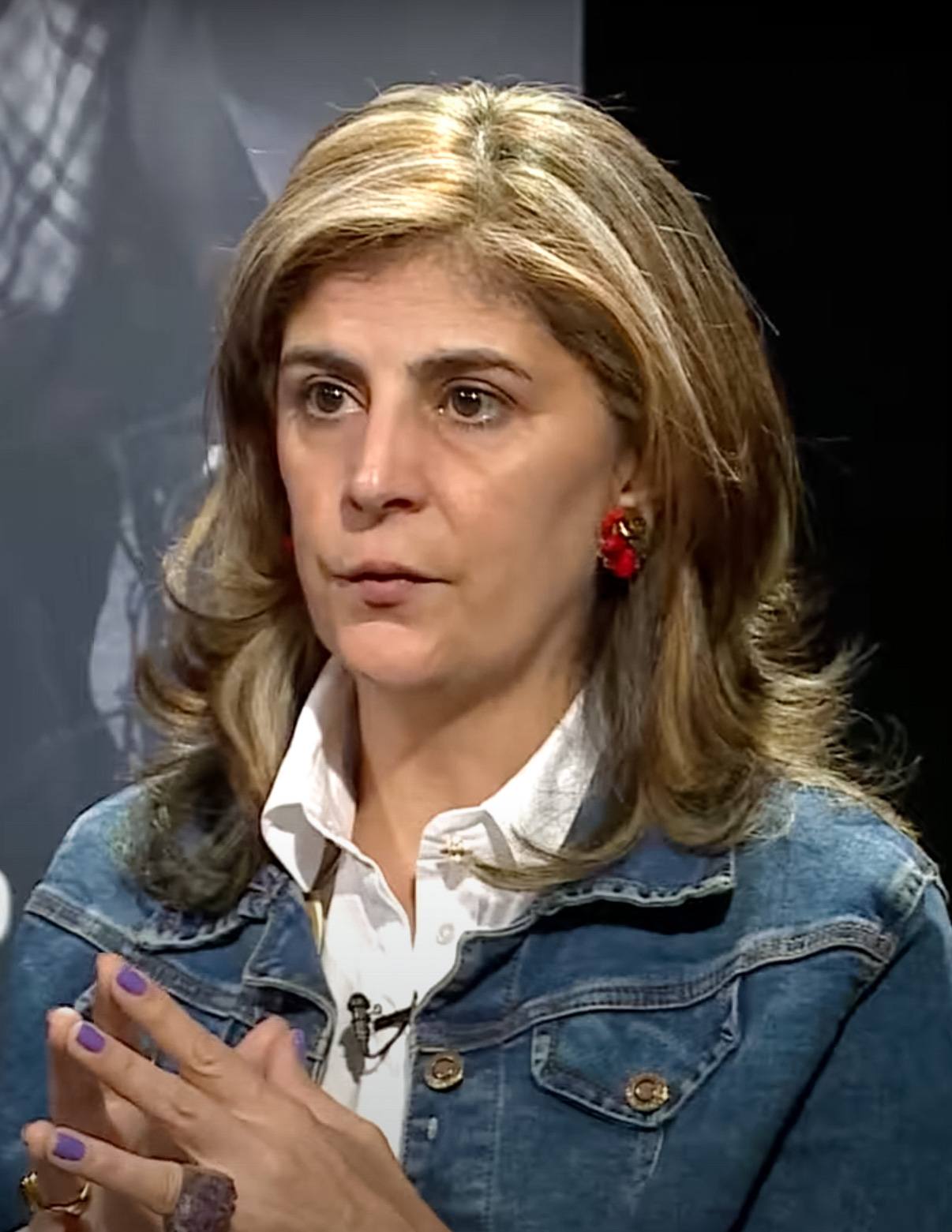
Gil als opiniepanellid in 2018.

Gil heeft voor verschillende Colombiaanse media gewerkt en verwierf bekendheid als adviseur, panellid en opiniemaker. Tussen 2012 en 2015 presenteerde ze het programma Hashtag Internacional bij de omroep Canal Capital. 
Ze schreef tot januari 2019 de wekelijkse opiniecolumn voor de krant El Tiempo en werd meermaals onderscheiden voor haar werk. In hetzelfde jaar lanceerde Gil de website La Línea del Medio, waarmee zij onafhankelijke opiniejournalistiek met een centristische inslag wilde bevorderen met als doel vredesbesprekingen tussen de Colombiaanse regering en de FARC-EP te bevorderen. Begin 2022 trad ze als opiniecolumnist toe tot het heropgerichte Cambio Magazine.

### Politiek

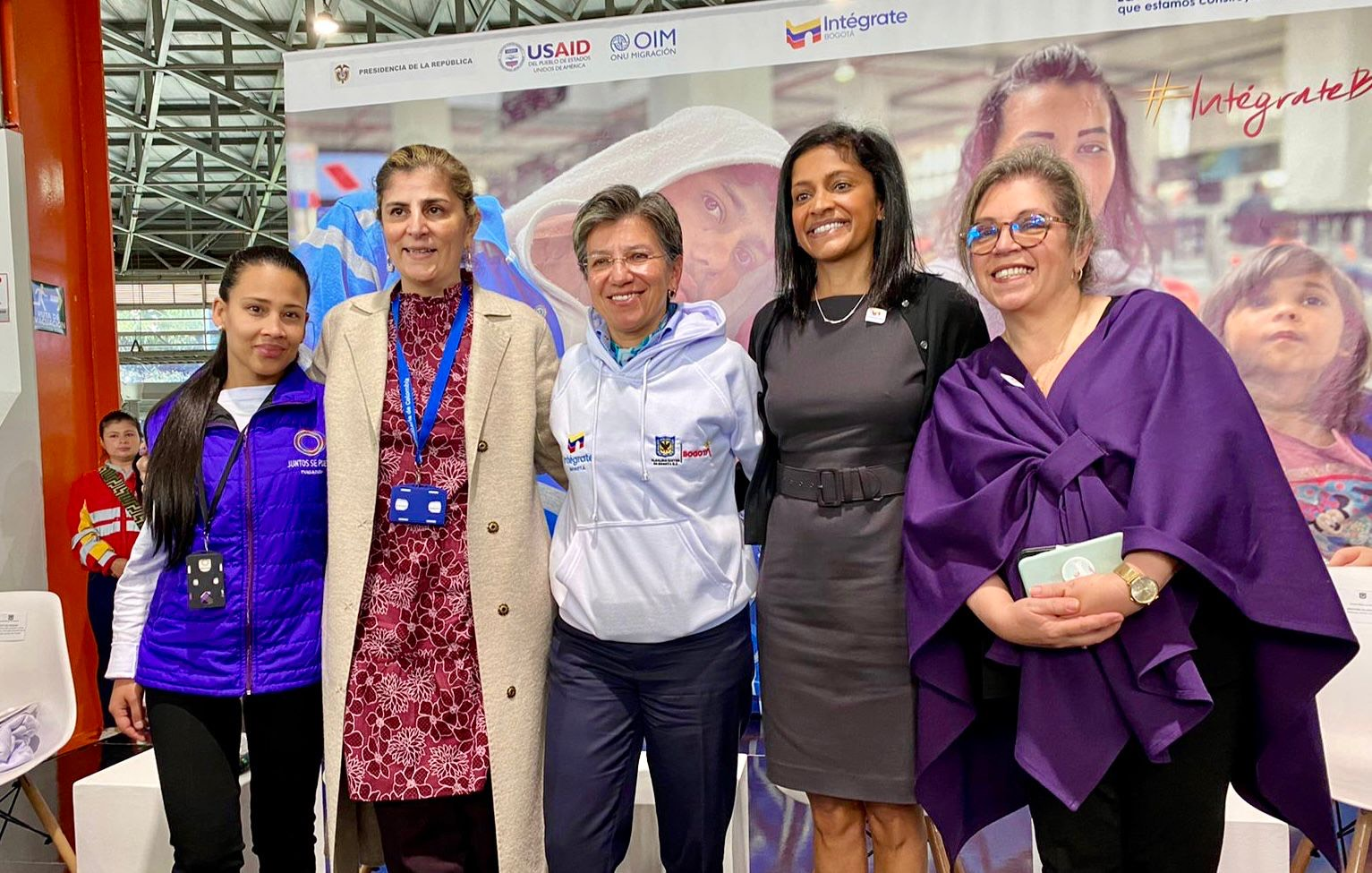
Laura Gil tijdens haar ambtstermijn als viceminister in 2022

Gil heeft al enkele jaren haar steun uitgesproken voor kandidaten uit het zogenaamde politieke centrum, met name van de Groene Alliantiepartij, de Coalitie van Hoop en de Centrum Hoop Coalitie, zoals Juan Fernando Cristo, Guillermo Rivera en Humberto de la Calle. Bij de presidentsverkiezingen van zowel 2018 als 2022 kondigde ze echter aan dat ze in de tweede ronde op Gustavo Petro had gestemd, toen de centristische kandidaten eenmaal waren verslagen.
In het jaar 2022 werd ze door Petro in de overgangsregering benoemd op het gebied van buitenlandse betrekkingen. In de erop volgende regering werd ze viceminister van Multilaterale Zaken, dat deel uitmaakt van het ministerie van Buitenlandse Zaken onder leiding van Álvaro Leyva.
Als viceminister viel Gil op door haar werk ten behoeve van vrouwen, lhbtiq+groepen, Afro-Colombianen en inheemsen. Tijdens haar toespraak op de 52e Algemene Vergadering van de OAS in oktober 2022 kreeg zij applaus toen zij sprak over het belang van deze kwesties. Ook viel zij op in haar toespraak voor de VN-Commissie voor verdovende middelen, waarin hij voorstelde om cocabladeren te decriminaliseren en sprak over de "mislukking van de strijd tegen drugs". Ze riep landen op om deze strategie te heroverwegen.
In maart 2023 trad Gil af vanwege meningsverschillen met haar minister Álvaro Leyva. Deze aankondiging leidde tot ongenoegen bij sommige feministische en lhbtiq+groepen.

### Ambassadeur
Gil trad op 4 juli 2023 voor de regering-Petro aan als ambassadeur in Oostenrijk en niet-resident ambassadeur in Kroatië, Tsjechië en Slowakije. Ook werd ze permanent vertegenwoordiger van Colombia bij de Verenigde Naties in Wenen.
In mei 2025 werd ze verkozen tot adjunct-secretaris-generaal van de Organisatie van Amerikaanse Staten, voor de periode van 2025 tot 2030. Dit was de eerste keer in het ruim zeventigjarige bestaan van de OAS dat een vrouw hier werd verkozen tot de op één na hoogste functie. In deze functie is zij de plaatsvervanger van de Surinamer Albert Ramdin.

## Onderscheidingen
- 2015: Draper Hills Fellow van Stanford University
- 2014: Nationale prijs van de Círculo de Periodistas de Bogotá (CPB)
- 2015: Recht- en democratiemedaille van de Colombiaanse Persvereniging
- 2017 Álvaro Gómez Hurtado-prijs voor de beste opiniecolumn over Bogotá
- 2019: Simón Bolívar Nationale Journalistiekprijs